# Ао Нанг
Ао Нанг (тайск. อ่าวนาง) — курорт на побережье Таиланда в провинции Краби, в 20 км от города Краби. 

## Экономика
Небольшая рыбацкая деревня была открыта туристами-бэкпэкерами в 1970—1980-х. Со временем популярность Ао Нанга среди бэкпэкеров спала, однако на смену им в конце 1990-х начали приезжать туристы. Сегодня экономика Ао Нанга полностью рассчитана на туристов.

## Экология
В 2000 году на экраны вышел снятый в Ао Нанге фильм Дэнни Бойла «Пляж» с Леонардо Ди Каприо в главной роли, по одноимённому роману-бестселлеру Алекса Гарленда. В ходе съёмок фильма территория национального парка подверглась значительным изменениям: дюны были перемещены, растения пересажены. Продюсеры фильма возместили убытки пожертвовав деньги в пользу Департамента Лесного Хозяйства и заявив, что фильм послужит дополнительной рекламой туризма в Таиланде.
Тем не менее, новые дюны разрушились в следующий муссон. В 2000 году, после окончания съёмок, но до выхода фильма на экраны, администрации Ао Нанга и провинции Краби обратились в суд с иском против компании 20th Century Fox, снявшей «Пляж», и тайских организаторов съемок. В 2006 году суд вынес решение в пользу администраций Ао Нанга и провинции Краби.
В Ао Нанге находится сооружение по очистке сточных вод, перерабатывающее около 3000 м3 сточных вод в день. Однако этой мощности недостаточно, по мнению представителя администрации Ао Нанга.

## Достопримечательности
В самом Ао Нанге есть два пляжа — Хат Наппарат Тара и Хат Ао Нанг. Острова, находящиеся рядом с Ао Нангом, популярны среди любителей дайвинга и сноркелинга.